# An American Prayer
An American Prayer ist ein Musikalbum der US-amerikanischen Rockband The Doors. Es entstand 1978 und damit fünf Jahre nach der Auflösung der Band, als die verbliebenen Bandmitglieder sich zur Aufnahme des Albums zusammenfanden. Über die Musik wurden Aufnahmen des 1971 verstorbenen Sängers Jim Morrison gelegt, der aus seinem ebenfalls mit An American Prayer betitelten Gedichtband rezitiert. Diesen hatte Morrison 1970 im Selbstverlag (500 Exemplare) publiziert.
Als Gastmusiker sind Reinol Andino (Perkussion), Bob Glaub und Jerry Scheff (beide Bass) zu hören. Als Produzenten traten neben den drei Doors-Musikern John Haeny und Frank Lisciandro auf.
In seinem Erscheinungsjahr erreichte das Album Platz 54 der US-Popalben-Charts.

## Enthaltene Titel

### Originalpressung

#### Seite eins
Awake
1. Awake – 0:36
2. Ghost Song – 2:50
3. Dawn’s Highway / Newborn Awakening – 3:48

To Come of Age
1. To Come of Age – 1:02
2. Black Polished Chrome / Latino Chrome – 3:22
3. Angels and Sailors / Stoned Immaculate – 4:20

The Poet’s Dreams
1. The Movie – 1:36
2. Curses, Invocations – 1:58

#### Seite zwei
World on Fire
1. American Night – 0:29
2. Roadhouse Blues – 6:59
3. Lament – 2:19
4. The Hitchhiker – 2:16

An American Prayer – 6:53
1. An American Prayer
2. The End / Albinoni: Adagio

### Neuausgabe 1995
1. Awake – 0:35
2. Ghost Song – 2:50
3. Dawn’s Highway – 1:21
4. Newborn Awakening – 2:26
5. To Come of Age – 1:01
6. Black Polished Chrome – 1:07
7. Latino Chrome – 2:14
8. Angels and Sailors – 2:46
9. Stoned Immaculate – 1:33
10. The Movie – 1:35
11. Curses, Invocations – 1:57
12. American Night – 0:28
13. Roadhouse Blues – 5:53
14. The World on Fire – 1:06
15. Lament – 2:18
16. The Hitchhiker – 2:15
17. An American Prayer – 3:04
18. Hour for Magic – 1:17
19. Freedom Exists – 0:20
20. A Feast of Friends – 2:10

Bonus tracks:
1. Babylon Fading – 1:40
2. Bird of Prey – 1:03
3. The Ghost Song [lange Fassung] – 5:15